# II. třída okresu Jeseník
II. třída okresu Jeseník nebo také Okresní přebor - Jeseník je 8. nejvyšší mužská fotbalová soutěž v Česku. Na konci ročníku postoupí vítěz soutěže do I. B třídy Olomouckého kraje.

## Konečné umístění
| ročník    | 1. místo                    | 2. místo                    | 3. místo                    |
| --------- | --------------------------- | --------------------------- | --------------------------- |
| 2003/2004 | FK Bělá pod Pradědem        | TJ Písečná                  | Dynamo Javorník „B“         |
| 2004/2005 | SK Lipová - lázně           | TJ Kameník Černá Voda       | TJ Sokol Bernartice         |
| 2005/2006 | TJ Sokol Stará Červená Voda | SK Řetězárna Česká Ves „B“  | TJ Kameník Černá Voda       |
| 2006/2007 | TJ Písečná                  | TJ Kameník Černá Voda       | FK Stomix Žulová            |
| 2007/2008 | FK Stomix Žulová            | FC Tatran Touax Supíkovice  | FK Jeseník „B“              |
| 2008/2009 | FK Stomix Žulová            | FK Jeseník „B“              | TJ Kameník Černá Voda       |
| 2009/2010 | TJ Sokol Stará Červená Voda | FK Jeseník „B“              | FK Mikulovice „B“           |
| 2010/2011 | FK Mikulovice „B“           | FK Jeseník „B“              | FK Bělá pod Pradědem        |
| 2011/2012 | FK Bělá pod Pradědem        | TJ Zlaté Hory „B“           | FK Jeseník „B“              |
| 2012/2013 | TJ Kameník Černá Voda       | FC Tatran Touax Supíkovice  | TJ Sokol Stará Červená Voda |
| 2013/2014 | FC Tatran Touax Supíkovice  | TJ Sokol Stará Červená Voda | FK Vápenná                  |
| 2014/2015 | TJ Zlaté Hory               | FK Bělá pod Pradědem        | SK Lipová - lázně           |
| 2015/2016 | TJ Sokol Stará Červená Voda | FK Vápenná                  | FK Bělá pod Pradědem        |
| 2016/2017 | TJ Sokol Stará Červená Voda | FK Vápenná                  | FK Bělá pod Pradědem        |
| 2017/2018 | FK Stomix Žulová            | FK Bělá pod Pradědem        | TJ Sokol Stará Červená Voda |
| 2018/2019 | FK Vápenná                  | FK Bělá pod Pradědem        | TJ Sokol Bernartice         |